# نیکو کورتی
نیکو کورتی (انگلیسی: Nico Corti؛ زادهٔ ۲ ژوئن ۱۹۹۵) بازیکن فوتبال اهل بلژیک است.